# Эсадзе, Борис Спиридонович
Бори́с Спиридо́нович Эса́дзе (24 июля [5 августа] 1864 — 31 января [13 февраля] 1914) — подполковник русской армии, военный историк и кавказовед, член Русского военно-исторического общества.

## Биография

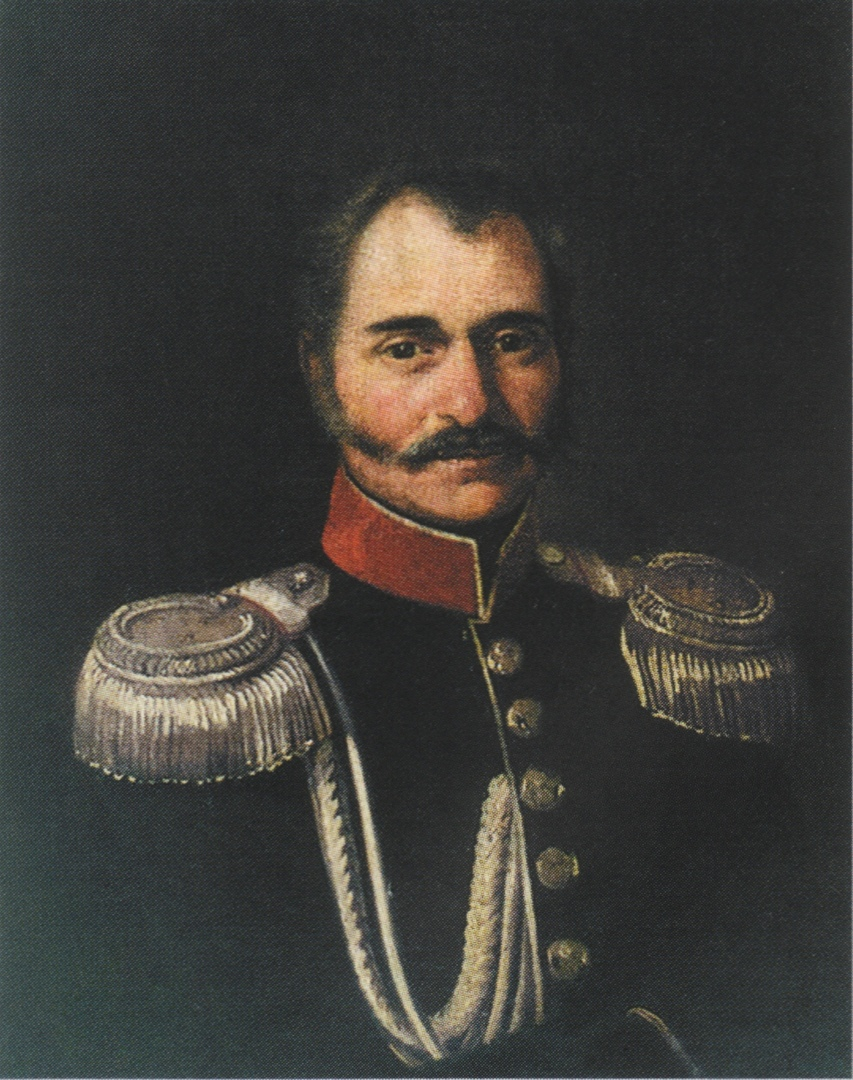
Отец — Эсадзе Спиридон Осипович.

Борис Эсадзе происходил из дворян Кутаисской губернии. Православного вероисповедания. Сын начальника Тифлисского губернского жандармского управления генерал-майора С. О. Эсадзе.
Образование получил в Тверском кавалерийском юнкерском училище. В 1886 году в чине корнета был определён в 7-й драгунский Новороссийский полк. После был переведён в 43-й Тверской драгунский полк. В чине штабс-ротмистра 9 марта 1900 года был назначен старшим адъютантом штаба Кавказской кавалерийской дивизии с переводом в 44-й драгунский Нижегородский полк.
Будучи в чине ротмистра числившимся по армейской кавалерии 5 мая 1909 года был уволен от службы по домашним обстоятельствам с награждением чином подполковника, пенсией и зачислением в конное ополчение по Тифлисской губернии.
30 сентября того же 1909 года Эсадзе вновь был определён на службу прежним чином ротмистра с назначением исправляющим должность штаб-офицера для особых поручений при военном губернаторе Карсской области и зачислением по армейской кавалерии. 26 февраля 1911 года был произведён в подполковники и утверждён в той должности.
Эсадзе был известен как военный историк и кавказовед. Издал ряд исторических трудов. Является также автором и художественных произведений. Был членом Русского военно-исторического общества. В 1907 году в Тифлисе издал и в дальнейшем был редактором-издателем еженедельной военной, общественно-литературной газеты «Кавказская армия», а также приложения для нижних чинов газеты «Кавказский ветеран» (с 1909 года ― «Скобелевский сборник»).
Скончался 31 января 1914 года, «в два часа дня». Исключён из списков умершим 6 марта того же года.

## Чинопроизводство
- Вступил в службу (21 июля 1882)
- Корнет (ст. 15 февраля 1886)
- Поручик (ст. 15 февраля 1890)
- Штабс-ротмистр (ст. 15 марта 1896)
- Ротмистр (ВП 25 апреля 1900; ст. 15 марта 1900)
- Отставка, подполковник (ВП 5 мая 1909) — Награждён чином при отставке.
- Определён на службу, ротмистр (ВП 30 сентября 1909, ст. 10 августа 1900)
- Подполковник (ст. 26 февраля 1911)

## Награды
- Орден Святого Станислава 3-й степени (1898)
- Орден Святой Анны 3-й степени (6 декабря 1906)